# Espace urbain de Saint-Gilles-Croix-de-Vie-Challans
L'espace urbain de Saint-Gilles-Croix-de-Vie-Challans est un espace urbain constitué autour des villes de Saint-Gilles-Croix-de-Vie, et Challans dans le département de la Vendée. Par la population, c'est le 58° (numéro INSEE : 3H) des 96 espaces urbains français. En 1999, sa population était de 47 238 habitants sur une superficie de 285,13 km2.

## Caractéristiques
Dans les limites définies en 1999 par l'INSEE, l'espace urbain de Saint-Gilles-Croix-de-Vie-Challans est un espace urbain multipolaire composé de 2 aires urbaines et de 3 communes multipolarisées, dont 1 est une commune urbaine : Soullans. Il comprend au total 10 communes.

## Tableau synthétique de l’espace urbain de Saint-Gilles-Croix-de-Vie-Challans
| Zonage                   | Nombre de communes | Population (1999) | Population (2008) | Superficie (km²) | Densité (hab./km²) |
| ------------------------ | ------------------ | ----------------- | ----------------- | ---------------- | ------------------ |
| Aires urbaines           | 10                 | 38 337            | 46 529            | 183,88           | 253.04             |
| Saint-Hilaire-de-Riez    | 6                  | 22 201            | 27 561            | 119,04           | 231.52             |
| Challans                 | 1                  | 16 136            | 18 968            | 64,84            | 292.50             |
| Communes multipolarisées | 3                  | 6 175             | 7 714             | 151.96           | 50.76              |
| Total                    | 10                 | 44 512            | 54 243            | 335.84           | 161.51             |

## Les communes multipolarisées
| Code INSEE | Commune               | Type                           | Département | Population (1999) | Population (2008) | Superficie (km²) | Densité (hab./km²) |
| ---------- | --------------------- | ------------------------------ | ----------- | ----------------- | ----------------- | ---------------- | ------------------ |
|            | Saint-Maixent-sur-Vie | Commune rurale multipolarisée  | Vendée      | 515               | 840               | 10,71            | 78,43              |
|            | Sallertaine           | Commune rurale multipolarisée  | Vendée      | 2 235             | 2 796             | 49,45            | 56,54              |
|            | Soullans              | Commune urbaine multipolarisée | Vendée      | 3 425             | 4 078             | 41,09            | 99,24              |
| Total      | Total                 | Total                          | Total       | 6 175             | 7 714             | 101,25           | 76,18              |